# Aulon (Hautes-Pyrénées)
Aulon is een gemeente in het Franse departement Hautes-Pyrénées (regio Occitanie) en telt 79 inwoners (2009). De plaats maakt deel uit van het arrondissement Bagnères-de-Bigorre.

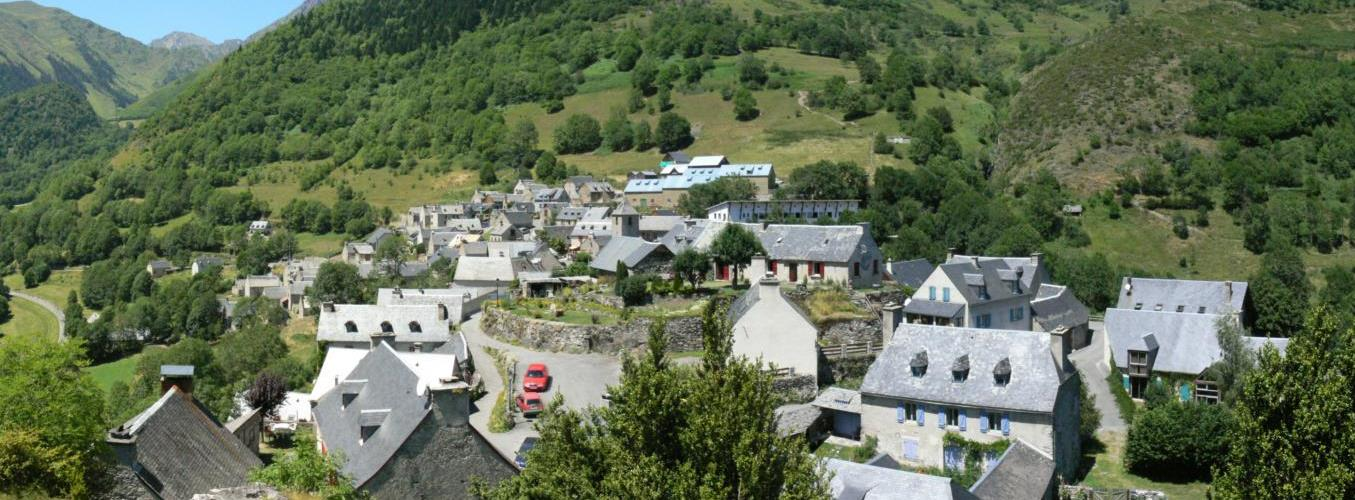
Aulon

## Geografie
De oppervlakte van Aulon bedraagt 26,7 km², de bevolkingsdichtheid is dus 3 inwoners per km².

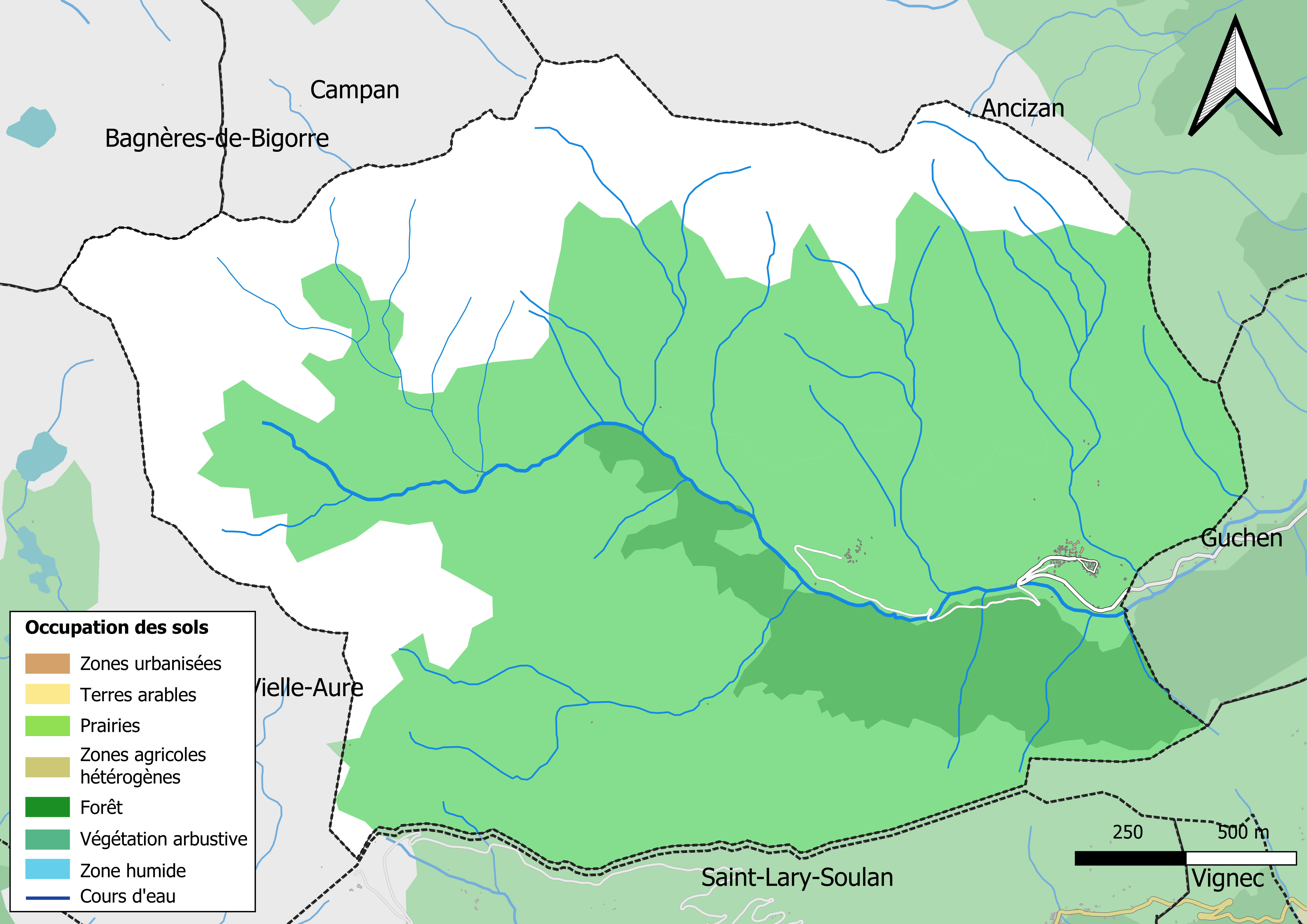
Kaart van de gemeente met belangrijkste infrastructuur, bodemgebruik en omliggende gemeenten

## Demografie
Onderstaande figuur toont het verloop van het inwonertal (bron: INSEE-tellingen).

1. ↑  Populations de référence 2022.